# Battaglia di Haelen
La battaglia di Haelen fu una battaglia di cavalleria che si svolse nelle fasi iniziali della prima guerra mondiale, esattamente il 12 agosto 1914, e vide contrapposte le forze tedesche in avanzata attraverso il Belgio guidate dal generale Georg von der Marwitz e le forze belghe guidate dal tenente generale Leon De Witte.

## Contesto
Haelen (in olandese Halen) è una piccola città mercantile nel Linburgo belga, che il 12 agosto del 1914 si trovò nel bel mezzo dell'asse principale dell'avanzata del possente esercito tedesco che si stava dirigendo velocemente verso il confine francese violando però la neutralità del Belgio, che in attesa dei rinforzi delle potenze garanti della sua sicurezza, attaccò i tedeschi proprio nei dintorni della città.

La cittadina fu un crocevia per le armate tedesche che approfittarono della posizione della città per attraversare il fiume Gete, ma i belgi dal canto loro, per garantire al grosso del proprio esercito di ritirarsi ordinatamente verso occidente, decisero di attaccare proprio in quella zona nel tentativo di guadagnare tempo.

## La battaglia di Haelen

### 11 agosto
Gli alti comandi dell'esercito belga, dopo quasi una settimana dall'inizio dell'invasione tedesca, erano ormai convinti che l'esercito nemico si sarebbe diretto, nella sua avanzata, verso Hasselt e Diest (due cittadine in mezzo proprio tra Halen e Bruxelles), e per rallentare i tedeschi fu deciso l'impiego della sola divisione di cavalleria in forze all'esercito belga.

Al comandante della divisione, Leon de Witte, fu quindi ordinato di dirigersi ad Haelen per difendere il ponte cittadino che avrebbe consentito agli invasori di superare il fiume Gete.

### 12 agosto
Grazie a delle intercettazioni, il quartier generale belga scoprì che l'esercito tedesco era già in marcia verso le posizioni in cui era attestato de Witte, e in rinforzo inviò alcune unità della 4ª divisione di fanteria ad Haelen.

I combattimenti iniziarono verso le 08:00 del mattino, quando un gruppo di ricognitori tedeschi avanzati fino ad Herk-de-Stad cadde sotto il fuoco belga. Allora, più a nord, vicino alla vecchia birreria di Haelen, 200 soldati belgi tentarono di impostare una posizione fortificata proprio nella vecchia fabbrica, ma furono cacciati quando i tedeschi portarono nelle vicinanze la loro artiglieria da campo.

A questo punto i genieri belgi tentarono di far saltare il ponte di Haelen, ma la struttura non crollò del tutto e consentì comunque il passaggio delle truppe tedesche, che portarono circa 1 000 soldati verso il centro della cittadina.

La linea di difesa belga era posizionata in uno stretto passaggio ad ovest di Haelen, l'unico verso occidente, e i tedeschi dopo aver conquistato facilmente la città abbandonata dalle truppe belghe, iniziarono una serie di attacchi di cavalleria alla posizione tenuta dalla cavalleria di de Witte. Questi attacchi non ebbero successo, anzi, i tedeschi a fine giornata furono costretti a ritirarsi verso est di Haelen.

## Tattica
De Witte ordinò ai suoi uomini di cavalleria ed al resto delle sue truppe (tra cui una compagnia di ciclisti ed una di pionieri), di creare una specie di sbarramento di fuoco impiegando in massa i propri fucili, per rallentarne l'avanzata e soprattutto per infliggere gravi e demoralizzanti perdite agli invasori. De Witte capì, fin dai primi momenti della guerra, l'inutilità dell'uso in campi ristretti, ma soprattutto contro potenze di fuoco superiori, della cavalleria, che se lanciata di fronte a uomini muniti di fucili e mitragliatrici sarebbe stata falciata prima di entrare in contatto col nemico. E la sua tattica in questa battaglia, e quindi il suo uso non ordinario delle truppe a cavallo, dimostrò per la prima volta l'irrilevanza delle cariche di cavalleria sui moderni campi di battaglia e permise di resistere con successo alle preponderanti forze nemiche, che al contrario mandarono al massacro centinaia di cavalieri in inutili assalti contro le linee belghe.

## Esito

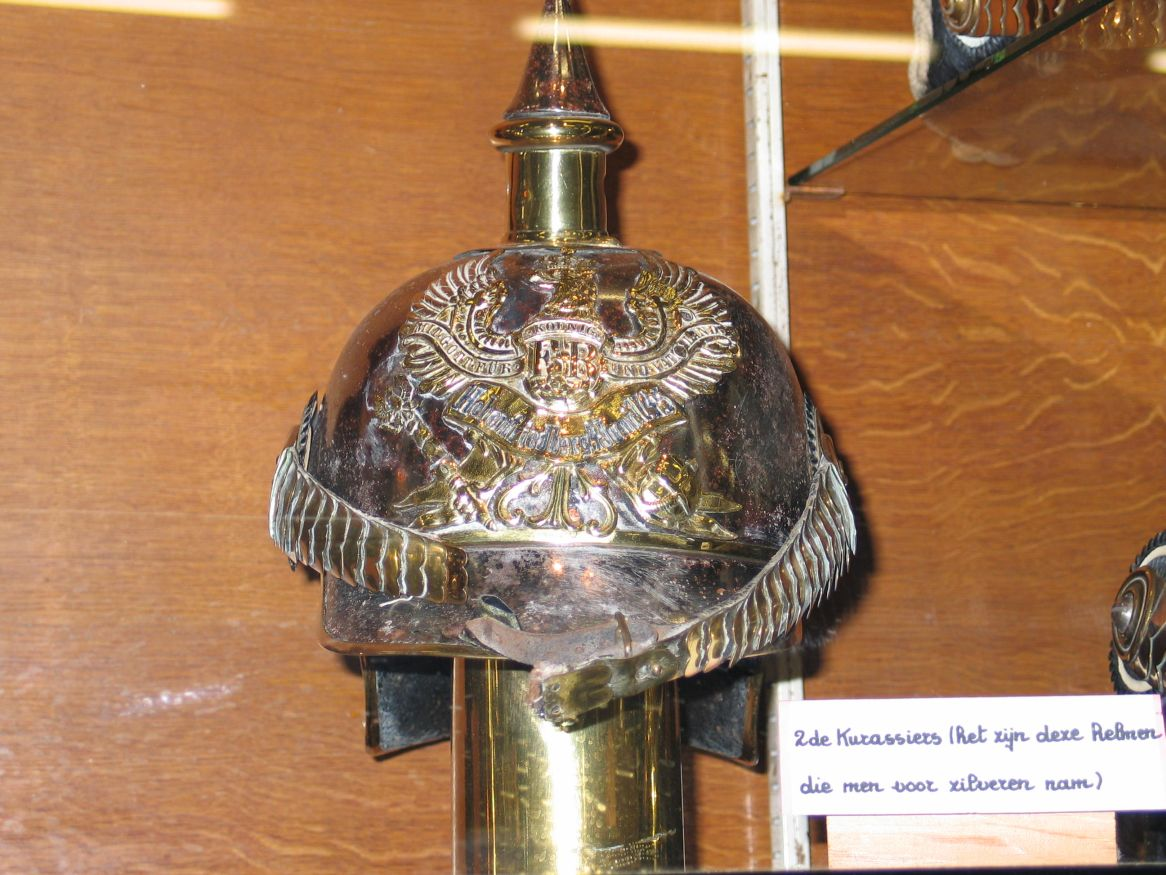
Elmetto in dotazione alla cavalleria tedesca ad inizio guerra

Sebbene salutata come una grande vittoria belga, la sconfitta nella battaglia di Haelen non ebbe molta rilevanza per i comandi tedeschi, che conquistarono quasi interamente il Belgio nei successivi due mesi di guerra.
La battaglia fu in seguito soprannominata la "battaglia dei caschi d'argento" (Battle of Silver helmets) per via del casco argentato indossato dai corazzieri tedeschi in battaglia.